# Linopteridius minimus
Linopteridius minimus är en skalbaggsart som beskrevs av Stefan von Breuning och Jean François Villiers 1958. Linopteridius minimus ingår i släktet Linopteridius och familjen långhorningar.
Artens utbredningsområde är Madagaskar. Inga underarter finns listade i Catalogue of Life.